# 기누타촌
기누타촌(砧村)은 가나가와현 다음으로 도쿄부 기타타마군에 일찍이 존재했던 촌이다. 현재의 도쿄도 세타가야구 서부에 해당한다.

## 역사
- 1889년 4월 1일 - 정촌제 시행에 수반해, 가나가와현 기타타마군 기누타촌이 성립하였다.
- 1893년 4월 1일 - 도쿄부에 이관되었다.
- 1936년 10월 1일 - 도쿄시에 편입해, 세타가야구의 일부가 되었다.

## 인구

### 국세조사 인구
- 1920년: 3,680명[1]
- 1925년: 4,541명[1]
- 1930년: 7,964명[1]
- 1935년: 9,866명

## 교통

### 철도
- 오다와라 급행철도 (현 오다큐 전철)
  - 오다와라선 (현 오다큐 오다와라선
- 다마카와 전기철도 (현 도큐 전철)
  - 다마카와선
  - 다마가와선 지선

1. 1 2 3  도쿄도 공문서관、「35구의 인구 1908년~1945년 (PDF) 」、4頁